# Paracomitas
Paracomitas is een geslacht van weekdieren uit de klasse van de Gastropoda (slakken).

## Soorten
- Paracomitas augusta (Murdoch & Suter, 1906)
- Paracomitas beui Maxwell, 1988 †
- Paracomitas flemingi (Beu, 1970) †
- Paracomitas gemmea (R. Murdoch, 1900) †
- Paracomitas haumuria Beu, 1979
- Paracomitas protransenna (P. Marshall & R. Murdoch, 1923) †
- Paracomitas undosa (Schepman, 1913)